# 菲律宾唐松草
菲律宾唐松草（学名：Thalictrum philippinense）为毛茛科唐松草属下的一个种。

## 扩展阅读
- 維基物種上的相關：菲律宾唐松草